# Emittans
Emittans är ett fysikaliskt begrepp för värmeutstrålning som används bl.a. i samband med absolut svarta kroppar. Absolut svarta kroppars emittans (M) anger den effekt som varje ytenhet av föremålet strålar ut. Det mäts alltså i W/m².
Emittans (M) är enbart beroende av temperatur och konstanten 5,670*10⁻⁸ W/m²K⁴.
Följer Stefan-Boltzmanns lag.
Man säger att en svart kropp emitterar strålning.